# Abus de confiance en Suisse
Pour les articles homonymes, voir Abus de confiance (homonymie).
L'abus de confiance, en droit suisse, est une infraction pénale contre le patrimoine.